# Паскаль, Леон
Леон Паскаль (фр. Léon Pascal; 1899 — 1969) — французский альтист.
Известен, прежде всего, как ансамблевый музыкант. В 1919—1940 гг. бессменный участник считавшегося ведущим коллективом Франции Квартета Кальве, в 1931—1938 гг. осуществил в составе квартета ряд записей.
После Второй мировой войны сформировал собственный квартет Паскаля (с Жаком Дюмоном за пультом первой скрипки — альтист в роли руководителя струнного квартета представлял собой необычное явление). На протяжении десятилетия записал в составе этого коллектива все струнные квартеты Людвига ван Бетховена, отдельные квартеты Гайдна, Моцарта, Дебюсси и Прокофьева, а также ряд ансамблевых произведений расширенного состава, в том числе фортепианный квинтет Сезара Франка (с Жанной Мари Дарре).
Опубликовал учебник «Техника игры на альте» (фр. Technique de l'alto; 1953).